# الصفقة (فلم 2005)
الصفقة هو فيلم سياسي تشويقي من إنتاج عام 2005 إخراج هارفي كاهن ومن بطولة كريستيان سلاتير، توم هانسون، سلمى بلير وكولم فير. الفيلم تم تصويره في بوسطن، ماساتشوستس

## وصلات خارجية
- مقالات تستعمل روابط فنية بلا صلة مع ويكي بيانات

صفحة الفيلم على IMDB